# Арильна група
Арильна група (рос. арильная группа, англ. aryl group) — група, отримана шляхом вилучення атома Н від кільцевого атома C в аренах чи їх похідних. Інколи сюди відносять групи, подібно утворені від гетероаренів.
Приклад: о-толіл.
Гетероарильна групаГрупа, яка утворюється з гетероаренів внаслідок віднімання атома Н від будь-якого кільцевого атома. Пр., 2-піридил (2-піридин-2-іл), індол-1-іл. Синонім — гетерильна група.